# Chipiona
Chipiona é um município da Espanha na província de Cádiz, comunidade autónoma da Andaluzia, de área 32,99 km² com população de 18182 habitantes (2007) e densidade populacional de 533,59 hab/km².

## Demografia
| Variação demográfica do município entre 1991 e 2004 | Variação demográfica do município entre 1991 e 2004 | Variação demográfica do município entre 1991 e 2004 | Variação demográfica do município entre 1991 e 2004 |
| --------------------------------------------------- | --------------------------------------------------- | --------------------------------------------------- | --------------------------------------------------- |
| 1991                                                | 1996                                                | 2001                                                | 2004                                                |
| 14297                                               | 15518                                               | 16852                                               | 17603                                               |